# Zacharias von Quetz
Zacharias von Quetz (* 10. Januar 1590 in Elstra; † nach 1644) war ein deutscher Adliger.
Quetz entstammte einem Adelsgeschlecht, das bis zum ausgehenden Mittelalter in Quetz bei Halle (Saale) einen Stammsitz besaß. Er immatrikulierte sich zum Sommersemester 1612 an der Universität Leipzig. 17 Jahre später, am 29. Juni 1629 findet sich die Immatrikulation von Quetz an der Universität von Siena. Es ist zu vermuten, dass es sich hier um einen Aufenthalt während der Grand Tour handelt.
Ab 1630 fand sich Quetz wieder zu Hause und avancierte schnell zum niedersächsischen Kreisrat und Hauslehrer der Maria Eleonora von Mecklenburg-Güstrow, der Witwe von Herzog Johann Albrecht II. von Mecklenburg-Güstrow. Am 21. Februar 1641 heiratete er in Regensburg Felicitas Stettner von Grabenhoff, Tochter des Exulanten Johann Stettner von Grabenhoff aus Weyr, Oö. Die beiden hatten mindestens 1 Kind.
Im Jahr 1637 wurde Zacharias von Quetz in die Fruchtbringende Gesellschaft aufgenommen. Als Name wurde ihm der Gebräuchliche verliehen und als Motto im Essen zugedacht. Im Köthener Gesellschaftsbuch findet sich unter der Nr. 309 auch das Emblem von Quetz: Gundermann <Glechoma hederacea L.>. Mit folgendem Reimgesetz bedankte sich Quetz für die Aufnahme:
Der grüne Gunderman gebrauchet wird im eßen
Zur ersten frülings Zeit, vnd ihme beygemeßen
Gar eine sondre krafft, Zu saubern daß geblüt
Dahin bey solcher Zeit ist Jederman bemüth,
Gebräuchlich heiß’ ich drumb: Wer sich gebrauchen leßet
Zu treiben auß daß böß’, in nichtes der Verstößet,
Besondern bringet frucht Zu nutzen Jederman,
Daß beßer nit sein Pfund gebrauchet werden kan.
Am 17. August 1640 erhielt Quetz von Herzogin Maria Eleonora den Auftrag, zusammen mit Martinus Milagius ihren Vormundschaftsanspruch auf dem Regensburger Reichstag 1640/41 zu vertreten. Die Herzogin wollte die lutherische Erziehung ihres Neffen Gustav Adolf von Mecklenburg-Güstrow durch Herzog Adolf Friedrich I. von Mecklenburg-Schwerin verhindern, unterlag aber. In dieser Sache reiste Quetz sogar zu Kaiser Ferdinand III. nach Wien, aber auch dieser gab einen abschlägigen Bescheid.
In Regensburg heiratete Quetz am 21. Februar 1641 Felicitas Stettner. Dieses Ereignis feierte Martinus Milagius durch ein Lob- und Preisgedicht. Anwesend bei dieser privaten Feier waren auch die Freunde Fürst Christian II. von Anhalt-Bernburg und der Obrist Georg Hans von Peblis.
Im Alter von ungefähr 50 Jahren starb Zacharias von Quetz.